# Charles Fort
Charles Fort (6. srpna 1874 New York – 3. května 1932 New York) byl americký spisovatel a výzkumník.

## Dílo
Nashromáždil spousty záznamů dosud nevysvětlených jevů, hledal především v časopisech a novinách. Snažil se dokázat lidem a vědcům, že nic není nemožné. Co jiní přehlíželi jako bláznivé výmysly, on zkoumal jako reálný úkaz, například žáby nebo podivné kameny padající z oblohy. V roce 1919 vyšla jeho první kniha. Vyvolala jak obrovské nadšení, tak velký nesouhlas. Podněcovala čtenáře k zamyšlení nad přehlíženými úkazy a tajemnem.
O podivných deštích žab se dochovala z minulosti řada zpráv. Jeden z posledních případů se například odehrál v neděli 5. června 2005 v městečku Odžaci v severozápadním Srbsku.
Charles Fort vydal dalších několik knih, to mu však na slávě nepřidalo. Přestože nikdy nebyl příliš uznávaný, jeho myšlenky přetrvávají dodnes.